# 科隆尼 (紐約州村)
科隆尼（英語：Colonie）是位於美國紐約州奧爾巴尼縣的村。

## 人口
根據2020年美國人口普查的數據，科隆尼的面積為8.40平方千米，皆為陸地。當地共有人口7781人，而人口密度為每平方千米926人。